# Giantess Geyser
Giantess Geyser est un geyser de type « fontaine » situé dans le Upper Geyser Basin dans le parc national de Yellowstone aux États-Unis. Il est connu pour ses éruptions violentes et peu fréquentes de plusieurs jaillissements d'eau qui atteignent entre 30 et 61 m. Les éruptions se produisent généralement entre 2 et 6 fois par an. Les environs peuvent trembler à cause des explosions de vapeur provenant du sol juste avant les éruptions d'eau et/ou de vapeur. Deux éruptions peuvent se produire en une heure, avec une énorme phase de vapeur, puis l'activité continue pendant 4 à 48 heures.

## Histoire
Giantess a été l'un des sept geysers nommés au cours de l'expédition Washburn–Langford–Doane dans le Upper Geyser Basin le 18 septembre 1870.

Photos de Giantess
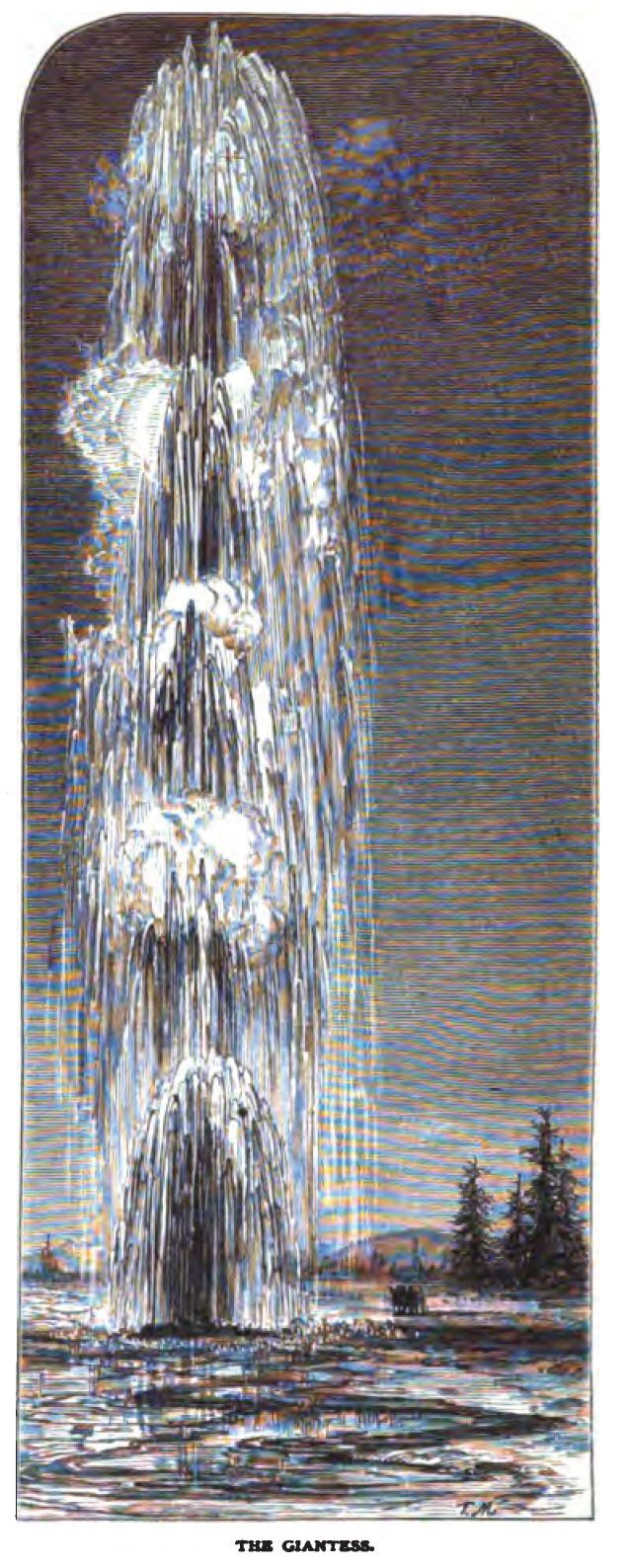
Illustration de Thomas Moran dans The Wonders of the Yellowstone en 1871.
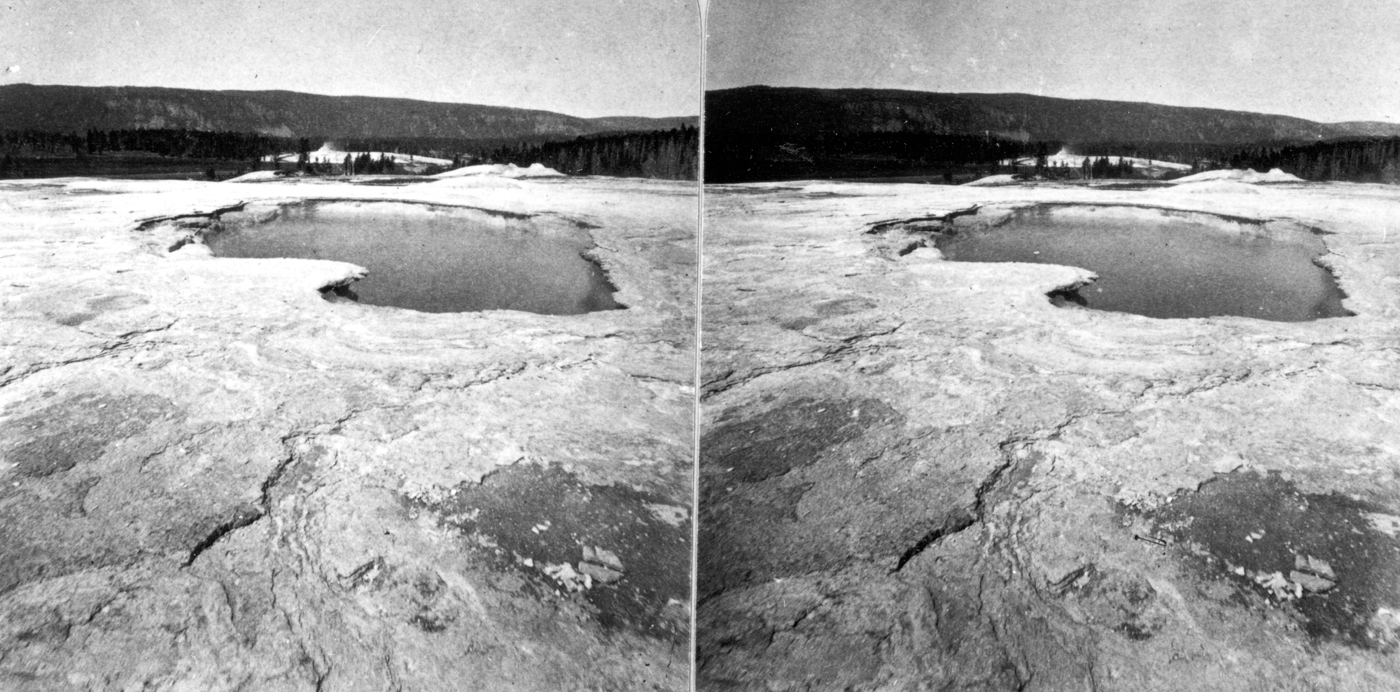
Cratère de Giantess, William Henry Jackson en 1872.
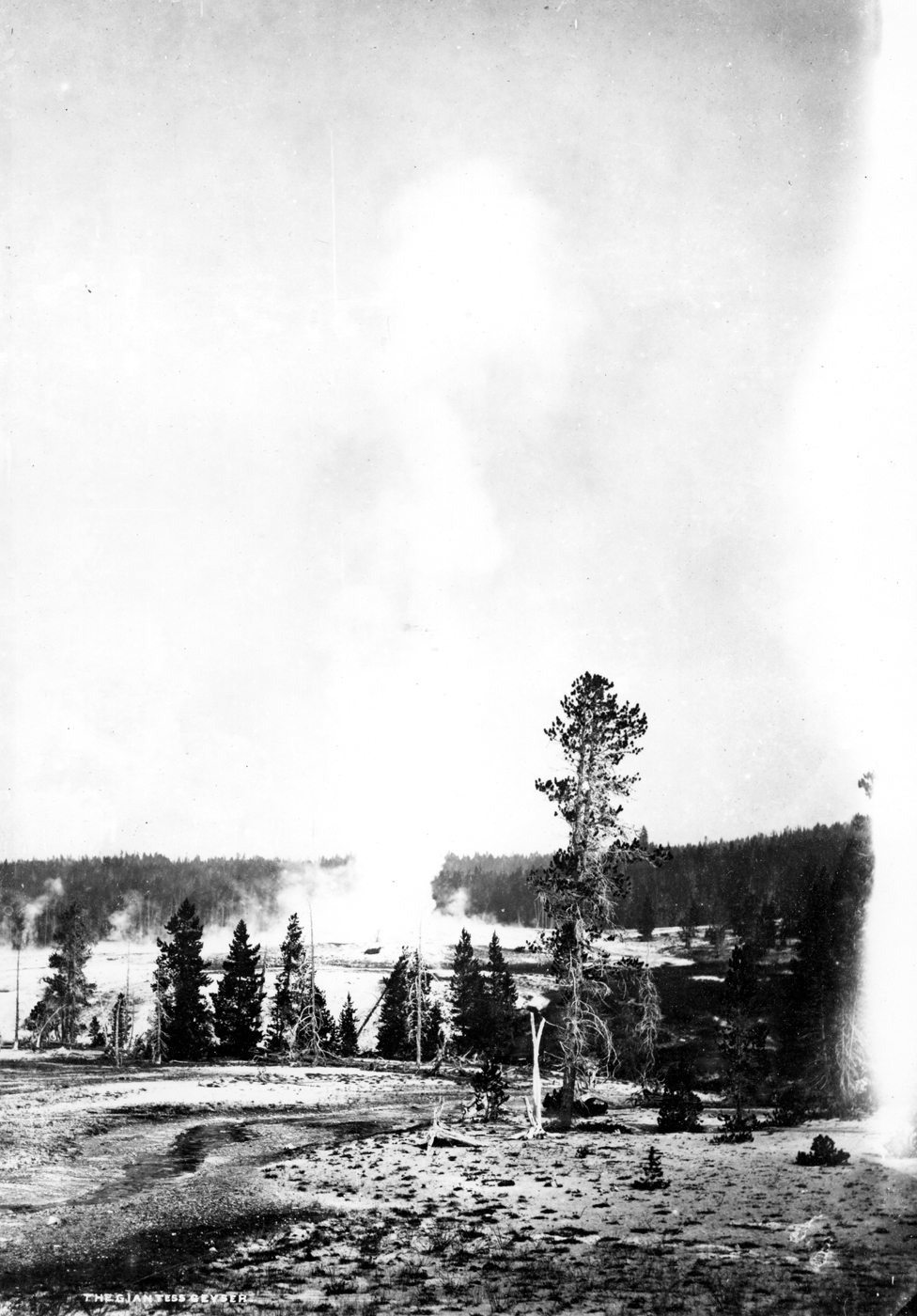
Éruption de Giantess, William Henry Jackson en 1883.
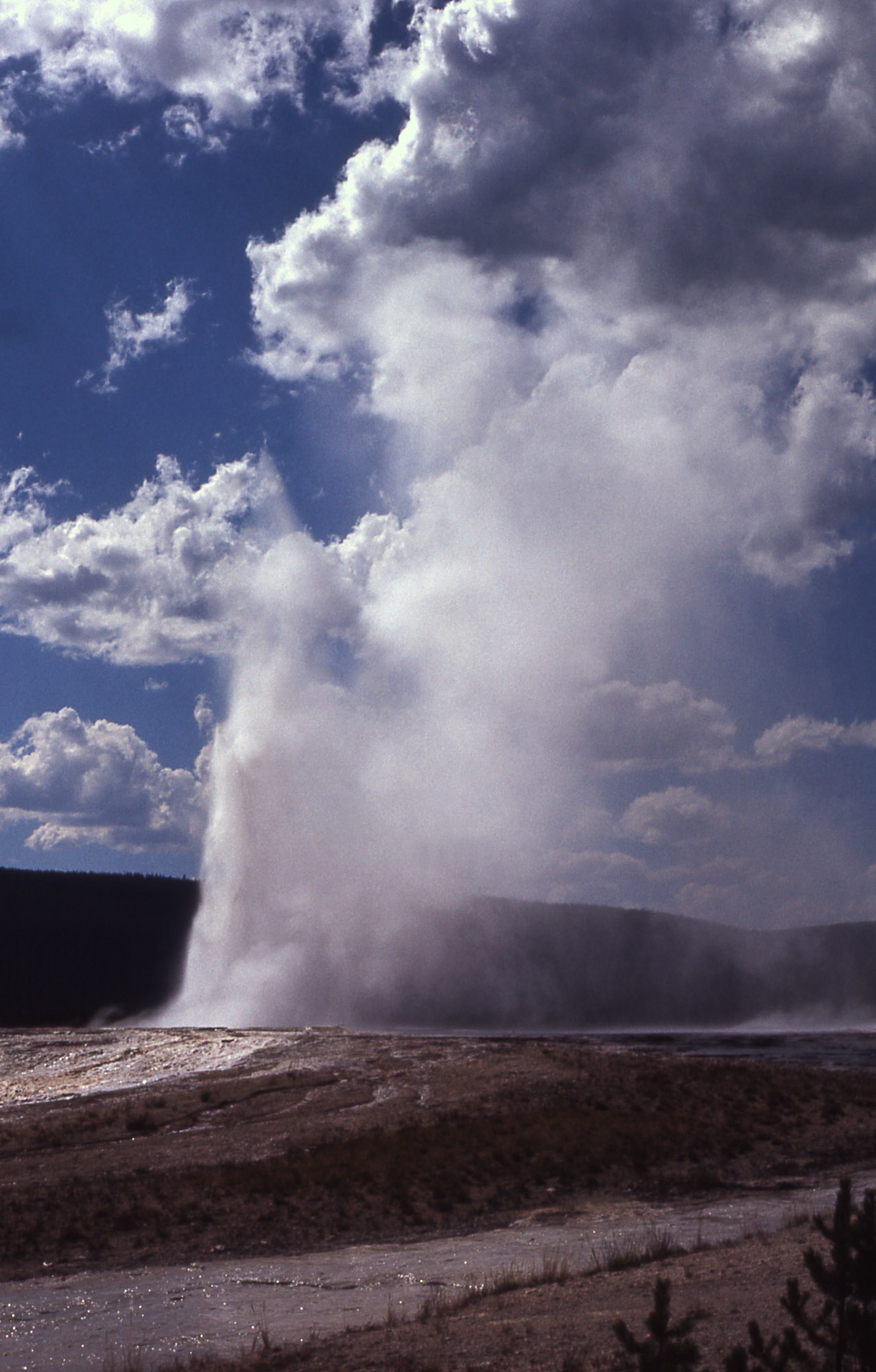
Giantess en 1970.
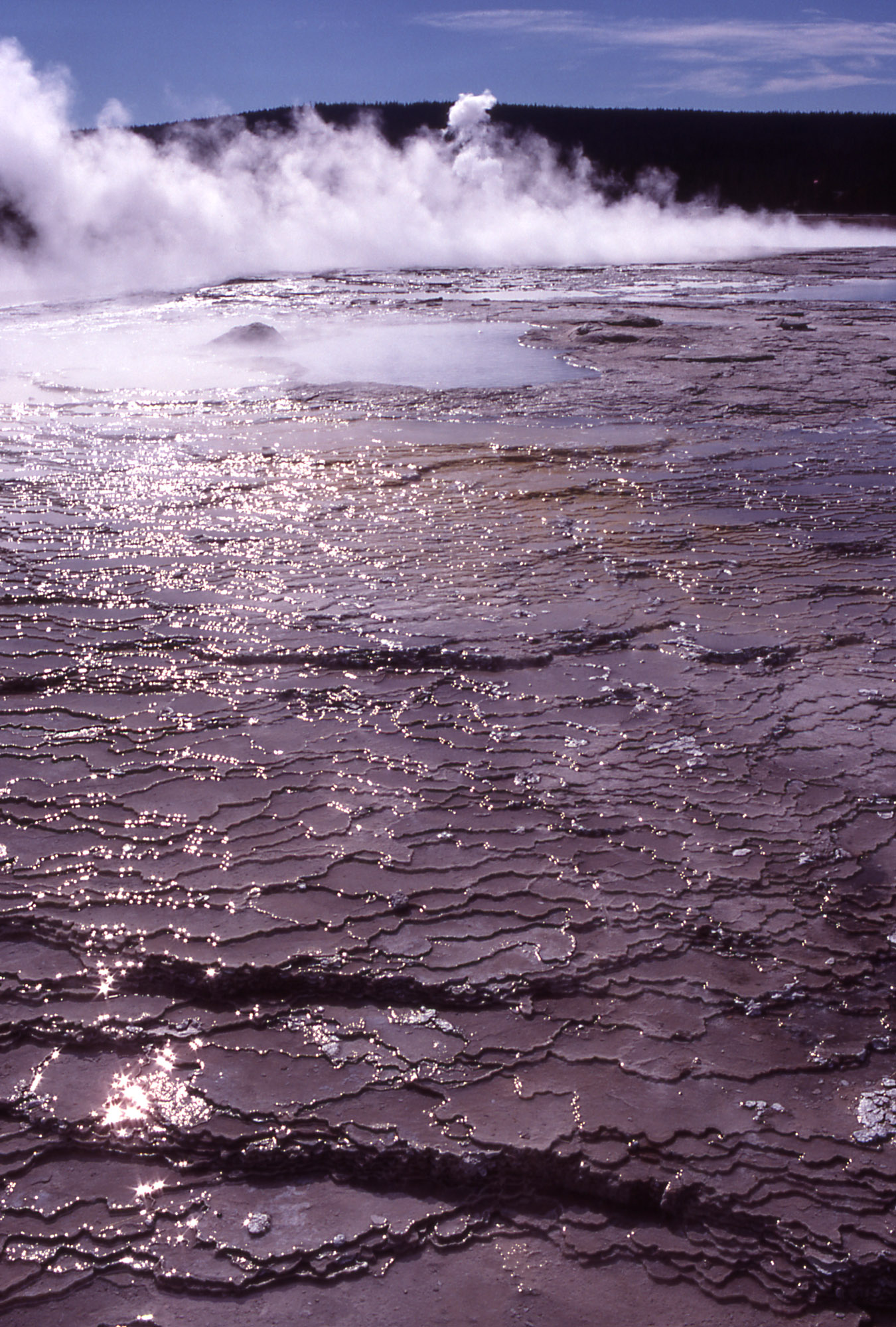
Terrasses de Giantess en 1977.